# Pawliwka Persza
Pawliwka Persza (ukr. Павлівка Перша) – wieś na Ukrainie, w obwodzie czerkaskim, w rejonie zwinogródzkim, w hromadzie Talne. W 2001 liczyła 676 mieszkańców, spośród których 660 wskazało jako ojczysty język ukraiński, 6 rosyjski, a 10 ormiański.